# 罗城乡 (邵阳县)
罗城乡，是中华人民共和国湖南省邵陽市邵阳县下辖的一个乡镇级行政单位。

## 行政区划
罗城乡下辖以下地区：
罗城村、保和村、八定村、乐旦村、毛坪村、长塘村、大坝村、向家村、扣子铺村、石背村、大塘村、铜锣村、农科村、金华村、莲花村、柑子塘村和雷公村。